# Neodexiopsis ditiportus
Neodexiopsis ditiportus är en tvåvingeart som beskrevs av John Otterbein Snyder 1957. Neodexiopsis ditiportus ingår i släktet Neodexiopsis och familjen husflugor.
Artens utbredningsområde är Puerto Rico. Inga underarter finns listade i Catalogue of Life.